# برگر (میزوری)
برگر (به انگلیسی: Berger) یک شهر در ایالات متحده آمریکا است که در شهرستان فرانکلین، میزوری واقع شده‌است. برگر ۰٫۸۰ کیلومتر مربع مساحت و ۲۲۱ نفر جمعیت دارد و ۱۶۹ متر بالاتر از سطح دریا واقع شده‌است.